# Aloe orientalis
Aloe orientalis ist eine Pflanzenart der Gattung der Aloen in der Unterfamilie der Affodillgewächse (Asphodeloideae). Das Artepitheton orientalis stammt aus dem Lateinischen, bedeutet ‚östlich‘ und verweist auf das Verbreitungsgebiet im Osten von Madagaskar.

## Beschreibung

### Vegetative Merkmale
Aloe orientalis wächst stammlos, sprosst und bildet Gruppen. Die 20 bis 25 lanzettlich verschmälerten Laubblätter bilden eine dichte Rosette. Die gräulich grüne Blattspreite ist 80 bis 100 Zentimeter lang und 10 bis 12 Zentimeter breit. Die grünlich weißen Zähne am Blattrand sind 4 Millimeter lang.

### Blütenstände und Blüten
Der Blütenstand weist zwei bis drei Zweige auf und erreicht eine Länge von 40 bis 50 Zentimeter. Die ziemlich dichten, zylindrisch-konischen Trauben sind 12 bis 26 Zentimeter lang. Die spitzen Brakteen weisen eine Länge von bis 3 Millimeter auf. Die hellroten Blüten stehen an 22 bis 24 Millimeter langen Blütenstielen. Sie sind 22 bis 24 Millimeter lang. Oberhalb des Fruchtknotens sind die Blüten sehr leicht verengt und schließlich zur Mündung leicht erweitert. Ihre äußeren Perigonblätter sind auf einer Länge von 11 bis 12 Millimetern nicht miteinander verwachsen. Die Staubblätter und der Griffel ragen nicht aus der Blüte heraus.

### Früchte
Die Früchte sind gelbe, fast kugelförmige Beeren von 18 Millimeter Länge und 16 Millimeter Breite.

## Systematik und Verbreitung
Aloe orientalis ist im Osten von Madagaskar auf Sanddünen am Meer verbreitet.
Die Erstbeschreibung als Lomatophyllum orientale durch Henri Perrier de La Bâthie wurde 1926 veröffentlicht. Leonard Eric Newton und Gordon Douglas Rowley stellten die Art 1996 in die Gattung Aloe.

## Nachweise